# Fujiwara no Akimitsu
Fujiwara no Akimitsu (藤原顕光, 944 - 1021, também conhecido como Akuryō-safu, o safu com maus espíritos) foi um político japonês membro da Corte no período Heian da História do Japão.

## Vida
Akimitsu era membro do Ramo Hokke do Clã Fujiwara e filho mais velho de Fujiwara no Kanemichi e sua mãe era a Princesa Akiko  filha do Príncipe Mototaira.
Akimitsu foi casado com a Princesa Moriko a quinta filha do Imperador Murakami. Sua filha Enshi foi casada com Ko-Ichijō In (como era conhecido o príncipe Atsuakira).

## Carreira
Akimitsu foi membro da Corte durante os reinados dos Imperadores: En'yu (969 – 984), Kazan (984 – 986), Ichijo (986 – 1011), Sanjo (1011 – 1016) e Go-Ichijo (1016 – 1021).
Em 975, no governo do Imperador En'yu, Akimitsu foi nomeado Sangi, e em 977 promovido a Chūnagon.
Em 990, no governo do Imperador Ichijo, Akimitsu foi promovido a Dainagon. Neste posto enviou uma ordem a Minamoto no Toshikata, datada de 11 de junho de 995, afirmando que todos os assuntos relativos ao palácio deveriam ser encaminhados para Michinaga que na época era Nairan (o secretário do Imperador, responsável por analisar os documentos antes do Imperador a ler).
Em 995 uma grande praga se abate sobre na capital e muitos nobres acabam falecendo. O Kanpaku Michitaka morre. Seu irmão Michikane se torna Kanpaku, mas também morre em poucos dias após adoecer. Com a morte de seus dois irmãos Michinaga começou a adquirir poder político e a galgar cargos na Corte.
O Imperador Ichijo tinha como esposa a sobrinha de Michinaga (Sadako, 1ª filha de Michitaka), mas depois que o Imperador legalizou a presença de duas imperatrizes simultaneamente, Michinaga conseguiu com que sua filha Shoshi, se tornasse a segunda Imperatriz e recebesse o título de Chugu (a primeira esposa tinha o título Kogo).
Em 996 Akimitsu foi promovido a Udaijin. Neste mesmo ano sua filha Ishi se casa com o filho mais velho do futuro Imperador Sanjo, o príncipe Atsuakira.
Com a morte de Sadako, em janeiro de 1001 Michinaga assegurou mais tarde o poder quando a Imperatriz Shoshi deu à luz dois filhos: o futuro Imperador Go-Ichijo e o futuro Imperador Go-Suzaku.
Em 1011 Ichijo abdicou em favor de seu primo o Sanjo. Neste ano, o príncipe Atsunari, o segundo filho do ex-Imperador Ichijo, é proclamado príncipe herdeiro. O filho mais velho de Sanjo, príncipe Atsuakira, tinha sido designado oficialmente como herdeiro; mas a pressão deMichinaga obrigou o jovem príncipe abandonar a sua posição. Assim começou a rivalidade de Akimitsu com Michinaga pela liderança do Clã Fujiwara
Em 1017, no governo do Imperador Go-Ichijo, Akimitsu foi promovido a Sadaijin exercendo o cargo até sua morte em 1021.

## Maldição
Atsuakira colocou como condição para sua declinação se unir a uma das filhas de Michinaga como uma segunda esposa, Enshi ficou rancorosa e pediu ajuda para Akimitsu. Ela morreu logo depois, de pesar, e dizem que Akimitsu pediu a um bonzo (monge) chamado Doman para lançar um feitiço ou maldição sobre Michinaga. Por isso Akimitsu veio a ser conhecido como Akuryō-Safu, que significa "Safu (Sadaijin) com os maus espíritos". Este fato gerou até uma peça de Noh que conta que após sua morte o espírito vivo de Akimitsu (provavelmente em conjunto com o espírito vivo de sua filha Enshi) possuíram Michinaga, o Fujiwara o mais poderoso de todos, por este impedir que o genro de Akimitsu, o Príncipe Atsuakira ascendesse ao trono.